# 碧安卡·卡斯塔菲歐蕾
碧安卡·卡斯塔菲歐蕾（Bianca Castafiore）是漫畫《丁丁歷險記》的虛構角色，在《奧托卡王的權杖》首次登場。她幾乎是在《丁丁歷險記》整部系列都有出場的唯一女性角色。
她人稱米兰的夜莺，是米蘭歌劇院著名的歌劇演唱家，以演唱歌劇《浮士德》中的咏叹调《珠宝之歌》而聞名世界。她時常關照著哈達克船長，但哈達克船長與丁丁總是無法忍受她的歌聲。卡斯塔菲歐蕾的固定跟班有女僕艾玛和钢琴伴奏家伊戈尔·马格纳。

## 創作背景
《丁丁歷險記》作者艾爾吉雖然熱愛藝術，但他曾說歌劇會讓他感到煩、或讓他覺得好笑。碧安卡·卡斯塔菲歐蕾的原型可能為與艾爾吉同時期的芬蘭女高音歌唱家愛諾·阿克特或美籍希臘女高音歌唱家瑪麗亞·卡拉絲。

## 電影
在史蒂芬·史匹柏執導的2009年動畫電影《丁丁歷險記》中，碧安卡·卡斯塔菲歐蕾由金·史坦格飾演。製片人彼得·傑克森表示：「在發展劇本時，我們並没有刻意要在故事中安插碧安卡的表演，只是正好出現一个角色非常適合她，結果我們就以很愉快的方式安排她在這部電影中演出」。

## 影響

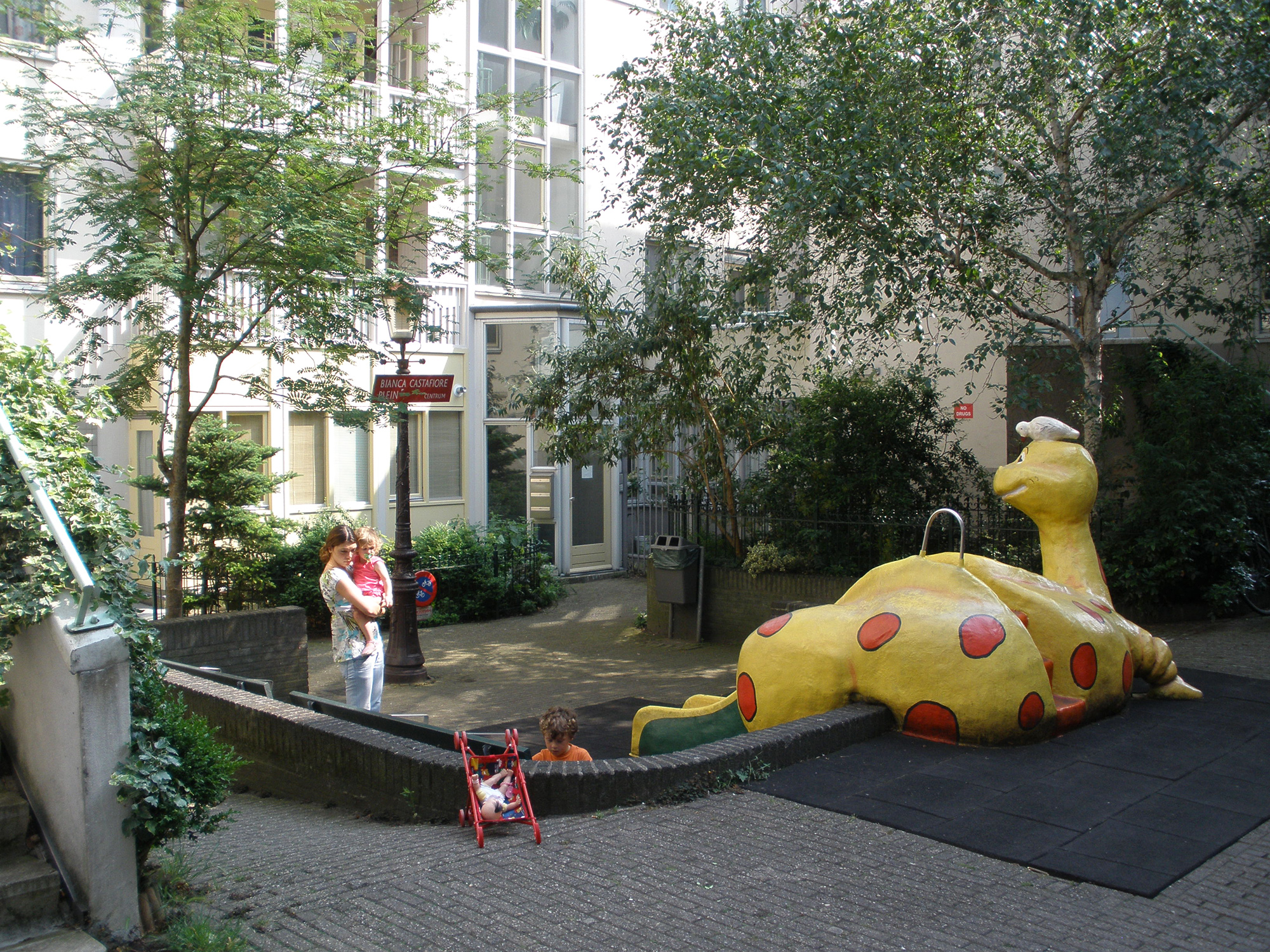
阿姆斯特丹內以碧安卡·卡斯塔菲歐蕾命名的廣場。

一顆1950年發現的小行星被以碧安卡·卡斯塔菲歐蕾的名字命名為「1683卡斯塔菲歐蕾」。

## 延伸閱讀
- Farr, Michael. . London: John Murray Publishers Ltd. 2007  [2018-10-13]. ISBN 978-1-4052-3264-7. （原始内容存档于2020-08-03）.
- Peeters, Benoît. . Tina A. Kover (translator). Baltimore, Maryland: Johns Hopkins University Press. 2012 [2002]  [2018-10-13]. ISBN 978-1-4214-0454-7. （原始内容存档于2020-06-26）.

## 外部連結
- 碧安卡·卡斯塔菲歐蕾 （页面存档备份，存于）在丁丁歷險記官網上（英文）